# Свети Петър (Рим)
Вижте пояснителната страница за други значения на Свети Петър.
Базиликата „Свети Петър“ (на латински: Basilica Sancti Petri; на италиански: Basilica di San Pietro) е католическа църква във Ватикана в град Рим.
Проектирана от Донато Браманте, Микеланджело Буонароти, Карло Мадерно и Джовани Лоренцо Бернини, „Свети Петър“ е най-известният паметник на ренесансовата архитектура и до наши дни остава най-голямата църква в света по своите площ и обем. Въпреки че не е главна църква на Римокатолическата църква, нито катедрала на епископа на Рим, „Свети Петър“ е едно от основните свещени места на католицизма.
Според католическата традиция, в църквата е погребан свети Петър, един от дванадесетте апостоли на Исус Христос, смятан от католиците за пръв епископ на Рим и пръв в списъка на римските папи. Смята се, че гробът на свети Петър е разположен точно под олтара. По тази причина много римски папи още от раннохристиянската епоха също са погребани в базиликата „Свети Петър“. Християнска църква на същото място съществува от 4 век, а строителството на съвременната сграда започва на 18 април 1506 година и е завършено на 18 ноември 1626 година.
Църквата „Свети Петър“, със своите литургични функции и богата история, е популярно място за поклонничество. Тя е разположена във вътрешността на Ватикана и папата лично ръководи определени служби през годината, привличайки публика от 15 хиляди до над 80 хиляди души в самата базилика или на площада пред нея. „Свети Петър“ се свързва с историята на папската институция, с Контрареформацията и с множество художници, най-известният сред които е Микеланджело. Като архитектурен паметник църквата е смятана от някои автори за най-великата сграда на своята епоха.

## Статут
Базиликата „Свети Петър“ е една от четирите велики базилики в Рим – другите три са „Сан Джовани ин Латерано“, „Санта Мария Маджоре“ и „Сан Паоло фуори ле Мура“. Тя е една от дванадесетте папски базилики в целия свят, непосредствено подчинени на римския папа, и една от седемте поклоннически църкви в Рим.
Базиликата „Свети Петър“ често е наричана катедрала, което не е коректно – тя не е нито официално седалище на папите, нито първа по ранг сред великите папски базилики в Рим – такъв статут има катедралата „Сан Джовани ин Латерано“, която е църква-майка (затова е наричана архибазилика) на всички храмове на Римокатолическата църква. В същото време „Свети Петър“ е основната църква на папите, като повечето церемонии с тяхно участие се провеждат в нея, заради нейния размер, близост до папската резиденция и разположение между стените на Ватикана.
През 1980 г. като част от историческия център на Рим и владенията на Ватикана, базиликата е обявена за част от световното културно наследство под закрилата на ЮНЕСКО.

## История

### Гробът на св. Петър
След разпъването на Исус Христос във втората четвърт на I век, според библейската книга „Деяния на светите апостоли“ един от неговите дванадесет ученици, Симон, известен като свети Петър, рибар от Галилея, поема ръководството на последователите на Христос и изиграва водеща роля в основаването на Християнската църква. Името Петър произлиза от гръцката дума за „камък“.
Според вярванията, след тридесет години мисионерство и проповядване на новата религия, през втората половина на I век свети Петър отива в Рим, където през 64 година, при управлението на император Нерон, е измъчван и разпънат на кръст. Екзекуцията му е едно от многото убийства на християни, последвали Големия пожар в Рим. Според Ориген, християнски богослов от III век, Петър е разпънат надолу с главата по негово искане, тъй като се смята за недостоен да загине по същия начин като своя учител.
Някога мястото, където днес се намират площадът и катедралата „Свети Петър“, е част от Нероновия цирк, арена за състезания с колесници. Според традицията свети Петър е разпънат именно в цирка, близо до високия обелиск, един от няколкото подобни паметника в Рим, който днес е поставен в центъра на площада, а през I век е част от арената.
Смята се, че след разпъването, останките на свети Петър са погребани на Ватиканския хълм, срещу Нероновия цирк – от другата страна на Виа Корнелия, на по-малко от 150 m от мястото на смъртта му. Виа Корнелия, която може би носи друго име по време на събитията, преминава край северната стена на цирка, на мястото на днешните южни части на базиликата и площада „Свети Петър“. Гробът първоначално е обозначен с прост червен камък, символизиращ името на светеца, а няколко години по-късно на мястото му е построен малък храм. Почти три века след това е построена първата базилика „Свети Петър“.
През 1939 година, при папа Пий XII, започват десетгодишни археологически изследвания под криптата на базиликата в зона, недостъпна от IX век. Всъщност съвременната територия на Ватикана се използва като гробище години преди изграждането на Нероновия цирк. Там са погребани голям брой хора, загинали в цирка, като са разкрити и голям брой християнски гробове, може би защото след погребението на свети Петър мнозина християни са предпочитали да бъдат погребани в близост до него.
На различни нива разкопките разкриват останки от храмове от различни периоди, от времето на Климент VIII (1594) до Каликст II (1123) и Григорий I (590 – 604), строени върху едикула, съдържаща части от кости, завити в плат със златни орнаменти, оцветен със скъпа пурпурна боя. Въпреки че не може да се твърди със сигурност, че това са останките на свети Петър, рядкото и скъпо облекло говори за погребение на важна личност. На 23 декември 1950 година, в своето предколедно обръщение по радиото към света, папа Пий XII обявява официално откриването на гроба на свети Петър.

### Старата базилика
Строителството на първата базилика на това място започва по времето на император Константин Велики, между 319 и 333 година. Тя е типична кръстокуполна базилика с апсиден край в презвитерия, широк централен и два странични нефа. Дължината ѝ е над 100 m, а пред входа е разположен голям атриум с колонада.
Старата базилика е построена върху малкия храм, за който се смята, че отбелязва мястото на гроба на свети Петър. В нея са разположени много голям брой гробове и паметници, включително тези на повечето папи от свети Петър до XV век. Както всички ранни църкви в Рим, и тази църква, и нейният съвременен наследник са с вход от изток и апсида в западния край на сградата. След построяването на днешната сграда, първата базилика обикновено се нарича Стара базилика „Свети Петър“, за да се отличават двете сгради.

### Новата базилика
Към края на XV век Старата базилика, занемарена по време на Авиньонското папство, е в много лошо състояние. Изглежда първият папа, който обмисля разрушаване и построяване наново на сградата или поне коренни промени в нея, е Николай V (1447 – 1455). Той възлага планирането на ремонт на старата сграда на Леон Батиста Алберти и Бернардо Роселино, който също така изготвя и план за напълно нова базилика или за пълна реконструкция на старата. Управлението на Николай V е съпътствано от сериозни политически проблеми и до смъртта му по църквата почти не се работи. В същото време той издава нареждане за разрушаването на Колизея, като оттам за строежа на новата базилика са превозени 2500 коли с каменен материал.
Папа Юлий II (1503 – 1513) си поставя по-амбициозна цел за реконструиране на църквата, отколкото Николай V. През 1505 година той взема решение за пълно разрушаване на Старата базилика и нейната замяна с нова монументална конструкция, която да засенчи както езическите храмове, така и съществуващите християнски църкви. По това време той възлага на Микеланджело Буонароти проекта за собствената си гробница, която трябва да бъде поставена в бъдещата базилика.
Почти всички талантливи архитекти на Италия се редуват в проектирането и строителството на „Св. Петър“. През 1506 година е утвърден проектът на Донато Браманте за съоръжение във формата на гръцки кръст и строителството започва. След смъртта на Браманте главен архитект става Рафаело, който се връща към традиционната форма на латинския кръст. След него работят Балдасаре Перуци и Антонио Сангало, който избира формата на базилика. Накрая през 1546 г. ръководството е поръчано на Микеланджело. Той се връща към идеята за съоръжение с централен купол, но предвижда вход с много колони от източната страна. Микеланджело прави много масивни всички носещи конструкции и издига барабана на централния купол, който е довършен след смъртта му. От четирите малки купола, предвиждани от Микеланджело, са построени само два. Неговият замисъл е изпълнен по-точно при западната олтарна стена.
По заповед на папа Павел V архитектът Карло Мадерна се връща към формата на латинския кръст и построява фасадата. В резултат сградата загубва доминиращото си въздействие. Освен това Рим има нужда от площад, който да събира многобройните вярващи, желаещи да получат благословията на папата или да вземат участие в религиозните празници. С тази задача се справя Джанлоренцо Бернини, който през периода 1656 – 1667 г. проектира и осъществява площада пред базиликата – едно от най-удивителните произведения на световната градостроителна техника.
Разходите за строителството на „Свети Петър“ са толкова големи, че Църквата търси нови източници за нейното финансиране и през 1517 година папа Лъв X предлага индулгенции за дарителите на строежа. Особено активно се включват в разпространението на такива индулгенции архиепископ Албрехт Майнцки и неговия служител Йохан Тецел. Тяхната дейност става един от преките поводи за прокламирането на известните „95 тезиса“ на Мартин Лутер и за началото на Реформацията.

## Разположение
Базиликата „Свети Петър“ се намира в централната част на град Рим, на десния бряг на течащата тук на юг река Тибър и в близост до хълма Яникул и замъка Сант Анджело. Високият централен купол доминира пейзажа на Рим, а църквата е и най-внушителната сграда във Ватикана. Достъпът до нейния главен вход от изток се осъществява през площада „Свети Петър“, преден двор, разделен на две части, оградени с високи колонади. По-отдалеченото до църквата пространство е овално, а по-близкото – трапецовидно. Предната фасада е разтеглена до пълната ширина на площада и до нея се достига по широко стълбище с две високи 5,55 m статуи на апостолите Петър и Павел.

## Архитектура

### Проекти
Концепцията на папа Юлий II за най-великото здание на Християнския свят става основа на конкурс, като скици от част от предложените проекти са запазени до наши дни. Строителството на сградата продължава около 120 години, като проектът е многократно променян и съвременната сграда е резултат от общите усилия на поредица папи и архитекти, работили върху нея.
Първоначално е избран проектът на Донато Браманте, по който започва строителството на сградата – основният камък е поставен през 1506 година. В този проект в план църквата е с форма на огромен гръцки кръст с купол, вдъхновен от този на римския Пантеон. Основната разлика е, че докато куполът на Пантеона стъпва върху непрекъсната стена, този на новата базилика трябва да се опира само на четири големи колони. Това решение е запазено и в окончателния вариант на конструкцията. На върха на купола на Браманте трябва да бъде поставен фонар със собствен малък купол, подобен на ранноренесансовия фонар на Флорентинската катедрала, проектиран от Бартоломео ди Микелоцо.
Идеята на Браманте е централният купол да бъде ограден от четири допълнителни купола, разположени по-ниско на диагоналните оси. Еднаквите рамена на презвитерия, нефа и трансепта трябва да имат по два отвора, завършващи с апсида. Във всеки ъгъл на сградата трябва да има кула, така че общият план да е квадратен, като апсидите изпъкват в основните възли. Всяка от апсидите трябва да има по два големи радиални контрафорса, които да придадат четириъгълен вид на полукръглата им форма.
След смъртта на папа Юлий II през 1513 година Браманте е заменен от Джулиано да Сангало, Джовани Джокондо и Рафаело Санцио. През следващата година умира Браманте, а през 1515 година – също и Сангало и Джокондо. Основната промяна, която прави Рафаело в първоначалния план, е петкорабният неф с редици от сложни апсидни параклиси по двете му страни. Проектът му за презвитерия и трансептите подчертава квадратността на външните стени, намалявайки размера на кулите, докато полукръглите апсиди стават по-изявени чрез заобикалянето на всяка от тях с деамбулаторий.
През 1520 година Рафаело също умира, а неговият наследник Балдасаре Перуци запазва неговото решение за вътрешността на трите главни апсиди, но се връща към първоначалния план на Браманте за общ план във формата на гръцки кръст и за някои други елементи. Този проект не е придвижен, поради различни организационни и политически затруднения. През 1527 година Рим е превзет и разграбен от войските на император Карл V, а Перуци умира през 1536 година без проектът му да се изпълни.
По това време Антонио да Сангало Младши предлага проект, който съчетава елементи от вариантите на Перуци, Рафаело и Браманте, добавяйки към сградата къс кораб с широка челна фасада и колонада. Неговото предложение за купола е много по-усложнено като конструкция и украса в сравнение с това на Браманте и включва външно оребряване. Както и при Браманте то вклчва фонар, но значително по-голям и с по-сложна форма. При Сангало е извършено и усилване на колоните от времето на Браманте, които започват да се напукват.
През 1547 година ръководител на строежа става вече възрастния Микеланджело Буонароти. Той не поема работата с голямо желание – тя му е наложена от папа Павел III, след като неговия първоначален избраник Джулио Романо умира, а Якопо Сансовино отказва да напусне Венеция. Въпреки това той става основният архитект на голяма част от днешната сграда.

### Челна фасада
Височината на фасадата, построена от архитекта Мадерно, е 45 м, ширината е 115 м. Тя е увенчана с грамадни статуи на Христос (5,65 м), на Йоан Кръстител и на единадесетте апостоли (без апостол Петър). На входа срещу портала се намира прочутата мозайка на Джото от края на XIII в. Навичела.

## Интериорът на църквата
Църквата е с дължина 220 м, широка е 110 м и е висока 113 м. Има площ от 15 160 m² и място за 20 000 души. Строена е около 120 години. В църквата се намират 800 колони и 390 грамадни статуи и 45 олтара. Тя беше най-голямата катедрала в света. По мраморния ѝ под за сравнение са отбелязани дължините на други катедрали, като дължината на Свети Павел в Лондон е 158 м, Миланската катедрала е дълга 149 м, Кьолнската катедрала – 136 м, Парижката „Света Богородица“ (Нотр Дам) – 130 м, Исакиевският събор в Санкт Петербург – 112 м.

### Атриум
От тук пет големи бронзови врати водят към основната църква.
Първата вляво е Вратата на смъртта. Нарича се така, защото през нея преминават погребалните процесии. Изобразени са смъртта на Исус Христос, на Дева Мария, на първия папа, на папа Йоан XXIII, на първия светец.
Втората врата е Вратата на Доброто и Злото. Панелът вдясно изобразява Доброто, а този вляво Злото.
Третата е Вратата на Филарет – по името на твореца. Тя е от стопен бронз от оригиналната бронзова врата на св. Петър, която е правена около 1450 г. и се счита за първата ренесансова творба в Рим. Отваря се само при специални поводи. Изобразени са Исус Христос и Дева Мария най-отгоре, св. Петър и св. Павел по средата, а отдолу мъченически починалите светци. Петър провесен с главата надолу, а Павел обезглавен.
Четвъртата е Вратата на тайнствата. Тя е отворената врата, през която се влиза. Изобразени са 7-те тайнства.
Крайната дясна врата е т.нар. Порта Санта (на бълг. Свещена врата). Тя се отваря само на кръгли годишни. На Коледа на всеки 25 години папата почуква 3 пъти по нея със сребърно чукче и вратата се отваря. На Коледа през 2000 г. папа Йоан Павел II я отвори, а на Коледа на 2001 я затвори, за да чака отново да минат 25 години тя да бъде отворена на Коледа през 2025 г.

### Нефът
Златния прозорец в далечния край е на повече от 2 футболни игрища разстояние. Гълъба на прозорецът е по-широк от човешки ръст. Църквата заема 6 акра. Тази църква има капацитет за 60 хиляди правостоящи поклонници.
През 1546 г. Микеланджело е на 71 г. и папа Сикст иска да направи проекта на църквата и да изрисува купола. До този момент той се изявява като скулптор, създавайки „Пиета“ и като художник, изрисувайки Сикстинската капела. Логична следваща стъпка за ренесансовия гений е архитектурата. Микеланджело се съгласява да направи голям купол, върху основния план на Браманте. Поставя три условия: да не му се плаща, да разполага с голяма армия от работници, за да използва максимално годините, които му остават и да бъде запазен оригиналния план във формата на гръцки кръст на църквата. След смъртта му обаче, планът на църквата е променен, за да стане тя още по впечатляваща. Архитектът Мадерно удължава двойно нефа и църквата вече събира два пъти повече хора.

### Статуята на свети Петър
Бронзовата статуя на свети Петър е част от старата църква. Статуята е от 13 в. и е приписвана на Арнолфо ди Камбио. В едната си ръка светецът държи ключовете – символ на авторитета, даден му от Исус Христос, а с другата благославя. Петър носи тога на римски сенатор. Вероятно първоначално това е било статуя на сенатор, а ключовете са добавени после, за да заприлича на Петър. Повечето статуи и картини, изобразяващи Петър имат същите мотиви – ключове, брада, къдрава коса, силно тяло.
Счита се, че тази статуя има чудодейна сила и многобройни поклонници от цял свят прилепват устни до бронзовия ѝ крак.

### Други забележителности
Отвътре куполът има височина 119 м и диаметър 42 м. Опира се на четири стълба. В нишата на един от тях е петметровата статуя на свети Лонгин – работа на Бернини, който твори в катедралата почти 50 години. В подкуполното пространство над главния олтар се намира шедьовърът на Бернини – балдахинът (29 м) на четири колони, на които стоят статуи на ангели. През балдахина се вижда „катедрата на Св. Петър“, също дело на Бернини. Тя включва „креслото на св. Петър“. Вдясно от нея е надгробният паметник на папа Урбан VIII, а отляво – паметникът на папа Павел III, творби на един ученик на Микеланджело.
В първата капела отдясно се намира шедьовърът на Микеланджело – Пиета, създадена от него на 25 години. До нея се пази великолепно дървено разпятие от края на 13 – началото на 14 в., приписвано на Пиетро Кавалини. Следва надгробният паметник на Матилда Каноска (дело на Бернини и негови ученици) – първата жена, погребана в тази църква. Следващият барелеф – на папа Григорий XIII, напомня за въведения от него Григориански календар. Последен тук е надгробният паметник на папа Климент XIII.
В капелата отляво се намира гробницата на папа Александър VII – работа на Бернини. Следващата гробница – на папа Инокентий VIII, е един от малкото запазени паметници от предишната базилика. Недалеч от входа се вижда една творба на скулптора Антонио Канова – гробница на последните представители от шотландското кралско семейство Стюарт.

## Цитирана литература
- Baumgarten, Paul Maria. Basilica of St. Peter //  Catholic Encyclopedia.   Общомедия, 2007. Посетен на 13 септември 2010. (на английски)
- Boorsch, Suzanne. The Building of the Vatican: The Papacy and Architecture //  The Metropolitan Museum of Art Bulletin 40 (3).   Winter 1982 – 1983 1982. p. 4 – 8. (на английски)
- Cunningham, Lawrence. Cultures and Values.   USA, Clark Baxter, 2010. (на английски)
- Dietz, Helen. The Eschatological Dimension of Church Architecture //  Sacred Architecture Journal 10.   2005. (на английски)
- Fletcher, Banister. History of Architecture on the Comparative Method for the student, craftsman, and amateur.   New York, Macmillan Pub Company, 1975. ISBN 9997460553. (на английски)
- Fletcher, Banister. Sir Banister Fletcher's a History of Architecture. 20th.   London, Architectural Press, 1996, [1896]. ISBN 0750622679. (на английски)
- Gardner, Helen et al. Gardner's Art through the Ages: The Western Perspective. 12th. Т. 2.   Belmont, Wadsworth, 2005. ISBN 0-495-00479-0. (на английски)
- Goldscheider, Ludwig. Michelangelo. 6th.   Oxford, Phaidon, 1996. ISBN 0-7148-3296-0. (на английски)
- Hartt, Frederick. History of Italian Renaissance Art. 6th.   Englewood Cliffs, Prentice Hall, 2006. ISBN 0-13-188247-3. (на английски)
- Hijmans, Steven. University of Alberta Express News //  In search of St. Peter's Tomb.   2006.  Архивиран от оригинала на 2006-01-25. Посетен на 25 декември 2006. (на английски)
- Hillerbrand, Hans J. Martin Luther: Indulgences and salvation.   Encyclopaedia Britannica, 2007. (на английски)
- St. Peter's Basilica – Interior of the Basilica //   Internet Portal of the Vatican City State, 2009. p. 2.  Архивиран от оригинала на 2009-02-26. Посетен на 2 януари 2009. (на английски)
- Korn, Frank J. Hidden Rome.   Paulist Press, 2002. (на английски)
- Lees-Milne, James. Saint Peter's – the story of Saint Peter's Basilica in Rome.   London, Hamish Hamilton, 1967. OCLC 1393052. (на английски)
- CATHOLIC ENCYCLOPEDIA: St. Peter, Prince of the Apostles //   New Advent, 1 февруари 1911. Посетен на 28 март 2011. (на английски)
- Masses with the Pope at the Vatican //  papalaudience.org.   papalaudience.org, 2013. Посетен на 4 ноември 2013. (на английски)
- Pinto, Pio. The Pilgrim's Guide to Rome.   San Francisco, Harper & Row, 1975. ISBN 0060133880. (на английски)
- Statue of St. Paul //   saintpetersbasilica.org, 2010. Посетен на 13 септември 2010. (на английски)